# 짜글이
짜글이는 돼지고기와 채소를 넣어 맵고 짜게 끓인 음식으로, 충청도의 향토음식이다.